# Veronicastrum villosulum
Veronicastrum villosulum är en grobladsväxtart som först beskrevs av Friedrich Anton Wilhelm Miquel, och fick sitt nu gällande namn av Yamazaki. Veronicastrum villosulum ingår i släktet kransveronikor, och familjen grobladsväxter.

## Underarter
Arten delas in i följande underarter:
- V. v. glabrum
- V. v. hirsutum
- V. v. parviflorum